# Aidan Barlow
Aidan Barlow (ur. 10 stycznia 2000 w Salford) – angielski piłkarz występujący na pozycji pomocnika.

## Kariera klubowa
Od lipca 2016 roku jest zawodnikiem Manchesteru United do lat 18.

## Kariera reprezentacyjna
19 maja 2017 roku wraz z reprezentacją Anglii do lat 17 dotarł do finału młodzieżowych Mistrzostw Europy, gdzie jednak jego zespół został pokonany po rzutach karnych 4:1 (wynik meczu 2:2) przez Hiszpanię.